# Болівійська геморагічна гарячка
Болівійська геморагічна гарячка (англ. Bolivian hemorrhagic fever, також відома як геморагічна гарячка Мачупо, рідше чорний тиф, гарячка Ордог) — гостра вірусна хвороба з групи геморагічних гарячок, що відноситься до зоонозів із природною осередковістю. Поширена в деяких районах Болівії. Характеризується гарячкою, висипом, ДВЗ-синдромом. Летальність досягає 30 %. Збудника хвороби внесено до переліку біологічних агентів, які офіційно визнано чинниками біологічної зброї.

## Історичні відомості
Хворобу вперше описано в 1962 році у болівійському селі Сан-Йоахім, звідси і назва «болівійська геморагічна гарячка». Коли перші дослідження не змогли виявити переносника серед членистоногих, шукали інші джерела, перш ніж остаточно визначили, що захворювання передавалось інфікованими мишами. Хоча комарі не були переносниками, як спочатку підозрювалося, винищення їх з використанням ДДТ для запобігання малярії виявилося опосередковано відповідальним за спалах, тому що накопичення ДДТ у різних тварин призвело до дефіциту кішок у селі. Згодом в селі вибухнула мишача чума, що призвело до епідемії болівійської геморагічної гарячки. Останній наразі спалах відбувся в 2019 році, коли заразилися медичні працівники. Визнаний першим спалахом у департаменті Ла-Пас, Болівія, місці, де раніше випадків хвороби не було.

## Етіологія
Збудників двоє, один названий вірусом Мачупо, (за назвою річки в головному осередку захворювання), другий — вірус Чапаре, відносяться до аренавірусів. За своїми властивостями подібні до вірусу Хунін — збудника аргентинської геморагічної гарячки, але відрізняються від нього в антигенному складі. Віруси патогенні для новонароджених білих мишей і хом'яків. Культивують на курячих ембріонах і в культурі перещеплюваних клітин. Легко інактивуються детергентами і жиророзчинниками (етиловий етер, хлороформ, дезоксихолат натрію), ультрафіолетовим і γ-опроміненням, зміною pH (менше 5,5 і більше 8,5), високими температурами. Добре зберігаються в замороженому (температура -70 ° С) і в ліофілізированому стані.

## Епідеміологічні особливості
Резервуаром і джерелом інфекції є гризуни Calomys callosus (Large vesper mouse), у яких відзначається хронічний перебіг інфекції і виділення вірусу з сечею. Інфікування людини може відбуватися через забруднені гризунами воду і продукти, а також при вдиханні інфікованого пилу. Спостерігалися випадки зараження людей від хворої людини. Захворювання спостерігається протягом всього року.

## Патогенез
Вивчений недостатньо. Воротами інфекції є слизові оболонки респіраторних органів і шлунково-кишкового тракту, можливе інфікування через мікротравми шкіри. На місці воріт інфекції первинного афекту не спостерігається. Характерна дисемінація вірусу, ураження ряду органів і систем. Велику роль у патогенезі грає розвиток ДВЗ-синдрому.

## Клінічні ознаки
Інкубаційний період триває від 7 до 14 днів. Захворювання починається поступово. Упродовж декількох днів температура тіла досягає 39-40°С і тримається на цьому рівні протягом декількох днів. Геморагічні прояви в початковому періоді зустрічаються частіше, ніж при аргентинській геморагічній гарячці. Можуть бути носові, шлункові, маткові кровотечі. Хвороба триває 2 -3 тижні. У періоді реконвалесценції спостерігається випадіння волосся (алопеція).

## Діагностика
При встановленні діагнозу враховують епідеміологічні дані (перебування в ендемічної місцевості, спалахи захворюваності тощо) і характерну клінічну симптоматику. Робота по специфічній розшифровці діагнозу може проводитися лише в лабораторіях, спеціально обладнаних для роботи з небезпечними вірусами. Слід враховувати, що антитіла класу IgM з'являються не раніше 10-20 дня від початку хвороби.

## Лікування
Достеменно ефективних противірусних препаратів при цій хворобі немає. За рекомендацією ВООЗ рекомендується рибавірин в/в 2 г (30 мг/кг) перша доза, потім 1 г (15 мг/кг) кожні 6 годин 4 дні, потім 0,5 г (7,5 мг/кг) кожні 8 годин ще 6 днів, який загалом знижує тяжкість перебігу і летальність. Як специфічний терапевтичний захід іноді використовували введення 250—500 мл плазми крові тих осіб, які видужали. Але застосування плазми обмежено 1-м тижнем хвороби, при введенні у пізніші терміни стан хворих може тільки погіршуватись. Останнього часу переважають думки, що за наявності рибавірину введення плазми тих осіб, які видужали від болівійської геморагічної гарячки, не є доцільним.

## Профілактика
Неспецифічна профілактика включає боротьбу з домашніми гризунами (використання пасток, отруєних приманок). Ефективних дозволених вакцин не створено. Жива вакцина з атенуїрованого штаму вірусу Хунін, збудника аргентинської геморагічної гарячки показала перехресну імунологічну реакцію проти вірусів Мачупо і Чапаре, вона розглядається як потенційний засіб профілактики болівійської геморагічної гарячки.